# Cristian Gasperoni

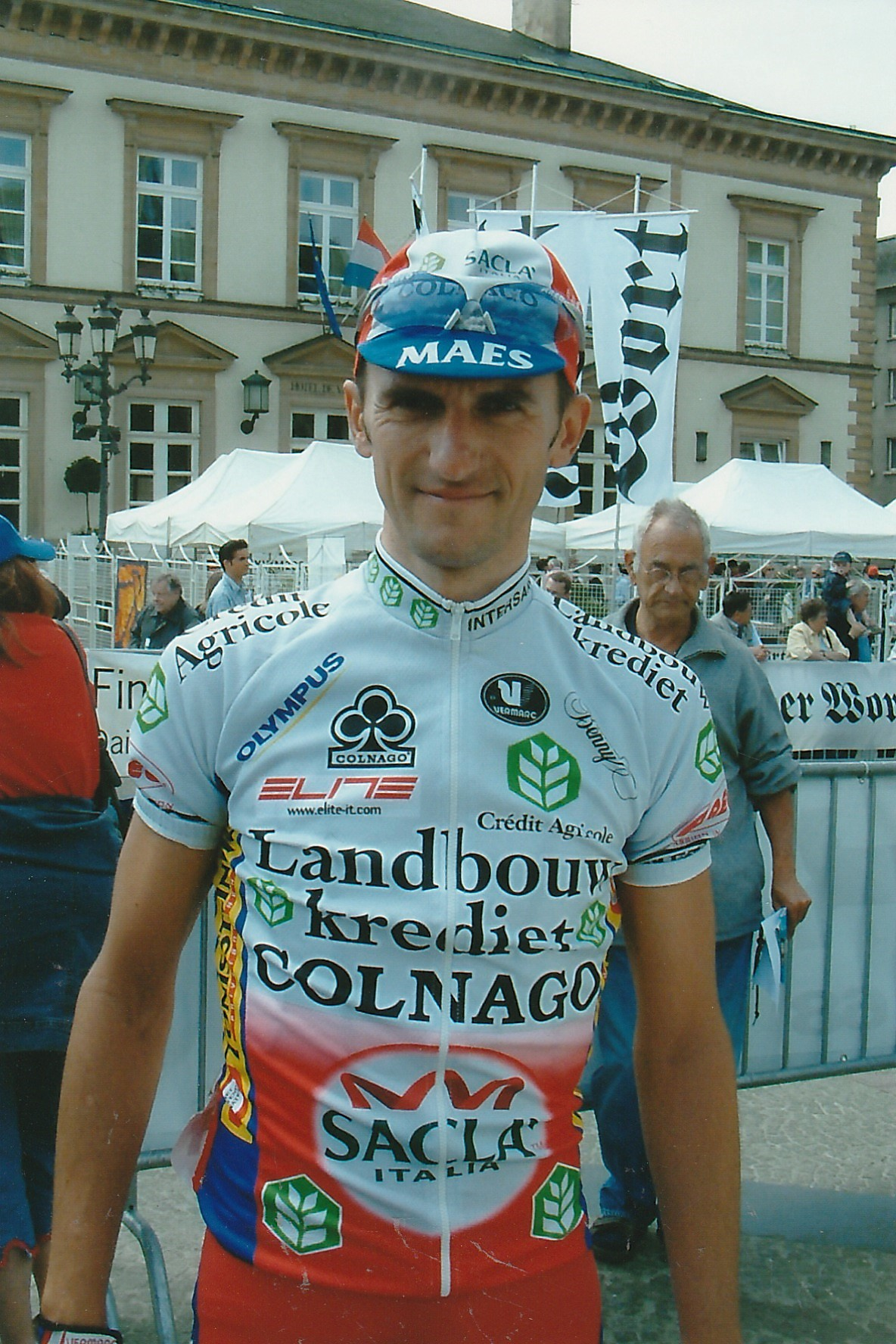

Cristian Gasperoni (* 15. Oktober 1970 in Lugo) ist ein ehemaliger italienischer Radrennfahrer.
Christian Gasperoni fuhr 1996 bei Scrigno-Blue Storm, wo er eine Etappe der Tour de Suisse gewann. 1998 wechselte er zu Amore & Vita und entschied nach einem Etappensieg auch die Gesamtwertung der Tour de l’Ain für sich. Vorher gewann er noch den GP Winterthur. Nachdem er 1999 zu Cantina Tollo gegangen war, gewann er ein Teilstück der Argentinien-Rundfahrt und die Gesamtwertung sowie eine Etappe des Giro d’Abruzzo. Seit 2005 fährt Gasperoni für das italienische Professional Continental Team Naturino-Sapore di Mare. Bei der Friedensfahrt 2006 belegte er den dritten Rang in der Gesamtwertung. Nach der Saison 2007 beendete Gasperoni seine Karriere.

## Palmarès
1996
- eine Etappe Tour de Suisse

1998
- Tour de l’Ain

1999
- Giro d’Abruzzo

## Teams
- 1996 Scrigno-Blue Storm
- 1997 Scrigno
- 1998 Amore & Vita
- 1999 Cantina Tollo-Alexia Allumino
- 2000 Cantina Tollo
- 2001 Cantina Tollo-Acqua & Sapone
- 2002 Acqua & Sapone-Cantina Tollo
- 2003 Domina Vacanze-Elitron
- 2003 Mercatone Uno-Scanavino
- 2004 Landbouwkrediet-Colnago
- 2005 Naturino-Sapore di Mare
- 2006 Naturino-Sapore di Mare
- 2007 Ceramica Flaminia